# یواس‌اس چرچیل کانتی (ال‌اس‌تی-۵۸۳)
یواس‌اس چرچیل کانتی (ال‌اس‌تی-۵۸۳) (به انگلیسی: USS Churchill County (LST-583)) یک کشتی بود که طول آن ۳۲۸ فوت (۱۰۰ متر) بود. این کشتی در سال ۱۹۴۴ ساخته شد.